# نزاع منظمة التجارة العالمية 160
في السادس والعشرين من يناير (كانون الثاني) ١٩٩٩، طلب الاتحاد الأوروبي (EC) والدول الأعضاء فيه التشاور مع الولايات المتحدة بشأن الخلاف حول التباينات بين منظمة التجارة العالمية (WTO) بشأن اتفاقية الجوانب التجارية لحقوق الملكية الفكرية (TRIPs Agreement) وبين البند العاشر بعد المائة (الخامس) من قانون حق المؤلف الأمريكي المعدل بموجب قانون الإنصاف في ترخيص الموسيقى. كان الخلاف حول مشروعية «تشغيل موسيقى المذياع والتلفاز في الأماكن العامة (كالحانات والمتاجر والمطاعم وما إلى ذلك) دون دفع رسوم الملكية مقابل تشغيلها». جاهدت الأطراف المتنازعة من خلال العملية الحالية لغرض تسوية المنازعات في منظمة التجارة العالمية وفق التالي:
أولًا: رفعت المفوضية الأوروبية شكوى ضد الولايات المتحدة إلى هيئة تسوية المنازعات (DSP) طلب التشاور بشأن النزاع.
ثانيًا: طلبت الأطراف المعنية إنشاء لجنة تفضي إلى تشكيل هيئة في الختام، يتبعها تعميم تقرير الهيئة. قبل كل من الأطراف المعنية تقرير الهيئة دون حق الاستئناف وانتهى النزاع بالتحكيم بشأن تنفيذ توصيات الهيئة. عملت كل من أستراليا والبرازيل وكندا واليابان وسويسرا كأطراف ثالثة في هذا النزاع.

## الشكوى
اعتبر الاتحاد الأوروبي (EC) والدول الأعضاء فيه أن الولايات المتحدة تنتهك قانون حقوق النشر الدولي على حساب الفنانين الأوروبيين. شكك حينها المجتمع الأوروبي في قانون حقوق الطبع والنشر الأمريكي وفق المادة العاشرة بعد المائة (الخامس) التي تنص بموجبه على استثناءين. الاستثناء الأول: ما يسمى ب «الإعفاء التجاري» الذي يسمح لمؤسسات بيع الطعام والشراب والبيع بالتجزئة بموجب قيود معينة على الحجم والمعدات لعرض الإرسال الصوتي أو المرئي دون دفع رسوم حق الامتياز بشرط ألا تفرض هذه المؤسسات رسومًا مباشرة على الإرسال وفي الوقت ذاته لا تعرض الخدمة خارج نطاق المؤسسة. والاستثناء الثاني: ما يسمى ب «الإعفاء المحلي» وهو إعطاء الإعفاء نفسه للمؤسسات الصغيرة التي تستخدم فقط معدات البث الإذاعية الشائعة في المنازل الخاصة. اختلفت المادتان اللتان استشهد بهما الاتحاد الأوروبي في اتفاقية الجوانب التجارية لحقوق الملكية الفكرية (TRIPs) مع الاستثناءات التي فُرضت من قبل الولايات المتحدة. يذكر أولًا: وفق المادة الثالثة عشرة: التي تنص على أن الاستثناءات من قانون حقوق النشر ستكون حصرية للحالات التي لا تكون ب«نحو غير معقول» وتتعارض مع مصالح صاحب الحق. وثانيًا: وفق المادة التاسعة (الأول) أن الأعضاء الأطراف في اتفاقية الجوانب التجارية لحقوق الملكية الفكرية (TRIPs) سيمتثلون تماما بشكل تقريبي لاتفاقية برن (اتفاقية برن) لحماية المصنفات الأدبية والفنية (TRIPS).
اتفاقية برن (اتفاقية برن) هي اتفاقية دولية تحدد حقوق الملكية الإبداعية عبر الحدود، والتي تمنح صاحب الحقوق الحق الحصري في التحكم في كل من بث العمل والعرض العام للبث عبر استخدام "مكبر الصوت أو أداة مماثلة". أشار صاحب الشكوى على وجه الخصوص إلى المادة الحادية عشرة (الأول) من اتفاقية برن (اتفاقية برن) التي تنص على منح الحق في التحكم في"أي اتصال إلى عامة الجمهور بأداء [الأعمال]" بأي وسيلة كانت " إلى صاحب حقوق التأليف والنشر (Berne).

## تقرير الهيئة
حددت الهيئة ثلاثة مبادئ ينبغي على الإعفاءات الأمريكية الوفاء بها بشكل موحد لإثبات مدى صحتها. ذكرت الهيئة إذ كانت الاستثناءات «أولا: كانت مقصورة على حالات خاصة معينة؛ وثانيًا: لم تتعارض مع أي استغلال معني للعمل؛ وثالثًا: لم تمس بشكل غير معقول بالمصالح المشروعة لصاحب الحق» أي ألا ينتهكوا اتفاقية برن لحماية المصنفات الأدبية والفنية (التقرير). مشيرة الهيئة أن الإعفاء يغطي ما بين ٤٥-٧٣٪؜ من المؤسسات ذات صلة، ووجد أن «الإعفاء التجاري» ينتهك قانون المادة الثالثة عشرة من اتفاقية الجوانب التجارة لحقوق الملكية الفكرية (TRIPs) وبالتالي غير متوافق مع المادة الحادية عشرة في اتفاقية برن لحماية المصنفات الأدبية والفنية (Berne Convention) وأوصت بأن تطلب من هيئة تسوية المنازعات من الولايات المتحدة إعادة النظر في صياغة القانون وفق ما يتوافق مع اتفاقية الجوانب التجارية لحقوق الملكية الفكرية (TRIPs). نسبيًا، «الإعفاء المحلي» لم يؤثر إلا على ١٣-١٨٪ فقط من المنشآت، قد استوفى بمتطلبات وشروط المادة الثالثة عشرة المتفق عليها مع اتفاقية برن لحماية المصنفات الأدبية والفنية (Berne Convention). اُعتمد التقرير من قبل هيئة تسوية المنازعات (DSB) في السابع والعشرين من يوليو (تموز) ٢٠٠٠ من قانون الولايات المتحدة البند العاشر بعد المائة (الخامس).

## الإجراء
حسبت الأطراف أن «الإعفاء التجاري» قد ألغي ١، ٢١٩، ٩٠٠ يورو سنويًا. اقترحت الولايات المتحدة خمسة عشر شهرًا كفترة زمنية معقولة لتنفيذ توصيات هيئة تسوية المنازعات (DSB)، بعد بعض من التدخلات لتسوية الأمر بين الأطراف المعنية، قبل كل من هيئة تسوية المنازعات (DSB) والاتحاد الأوروبي (ES) بالفترة الزمنية. مع ذلك، تبّينَ أن محاولات الولايات المتحدة (US) باءت بالفشل في إدخال القانون في حدود اتفاقية الجوانب التجارية لحقوق الملكية الفكرية (TRIPs) في غضون الموعد المحدد، ضغطت الجماعات الأوروبية على هيئة تسوية المنازعات لتعليق الامتيازات الممنوحة. قد عبر كل من الاتحاد الأوروبي والطرف الثالث (أستراليا) متذمرين من التقدم البطيء للولايات المتحدة، وأجابت الولايات المتحدة على ذلك بأن وفدها كان يعمل مع المؤسسة الدستورية (Congress) لسن التسوية. في نهاية الأمر، قد فشلت محاولة الولايات المتحدة في تعبئة المؤسسة الدستورية (Congress) وتمرير القضية قبل العطلة القادمة للمؤسسة الدستورية. قد توصل كل من الاتحاد الأوروبي (ES) والولايات المتحدة (US) إلى إتفاق مؤقت متبادل في الثالث والعشرين من يونيو (حزيران) ٢٠٠٣.